# Augusta Holtz
Augusta Louise Holtz (nascida Augusta Louise Hoppe; 3 de agosto de 1871 – 21 de outubro de 1986) foi a pessoa mais velha do mundo desde a morte de Mathew Beard, em 16 de fevereiro de 1985, até sua morte, em 21 de outubro de 1986, com 115 anos e 79 dias. Era também a pessoa que mais tempo viveu do mundo até que Jeanne Calment superou seu registro em 11 de maio de 1990.

## Biografia
Ela nasceu na Província de Posen, a filha de Michael Hoppe (3 de setembro de 1839 - 11 de agosto de 1918) e Wilhemina Henrietta Quade (11 de dezembro de 1832 - 19 de dezembro de 1922). Ela tinha duas irmãs mais velhas e um irmão mais novo. Sua família se mudou para os Estados Unidos em 1873. Seu pai possuía uma fazenda perto de Troy, Illinois. Ela cresceu com três irmãos. Ela se casou com Edward Holtz em 1900, que morreu em 1923. Eles tiveram quatro filhos. Mais tarde mudou-se para o Condado de St. Louis, Missouri, onde morreu no St. Sophia Geriatric Center em Florissant.
Ela não tinha uma certidão de nascimento que autenticaria sua alegação e, portanto, não foi listada pela Guinness World Records. No entanto, sua idade foi posteriormente verificada pelo Gerontology Research Group em 2012, e ela foi postumamente reconhecida como a mais antiga pessoa verificada após a morte de Mathew Beard em 16 de fevereiro de 1985. No momento de sua morte, ela era a mais antiga pessoa verificada até aquele ponto e a primeira pessoa conhecida para ter alcançado a idade de 115 anos.